# Salvia glabra
Salvia glabra là một loài thực vật có hoa trong họ Hoa môi. Loài này được M.Martens & Galeotti miêu tả khoa học đầu tiên năm 1844.